# أدولف هرمان هاغن
أدولف هرمان هاغن (بالألمانية: Adolf Hermann Wilhelm Hagen)‏ هو مصرفي وسياسي ألماني، ولد في 23 سبتمبر 1820 في كونيغسبرغ، وتوفي في 17 أغسطس 1894 في النمسا. انتخب Member of the Customs Parliament ‏ وانتخب عضو مجلس النواب البروسي وانتخب عضو مجلس النواب الألماني للإمبراطورية الألمانية.